# Heilig Hartbeeld (Blitterswijck)
Het Heilig Hartbeeld is een standbeeld in de Nederlandse plaats Blitterswijck.

## Achtergrond
Het Heilig Hartbeeld van Wim van Hoorn werd ca. 1952 geplaatst in een nis van de Onze-Lieve-Vrouw Geboortekerk.

## Beschrijving
Het beeld toont een staande Christusfiguur die met zijn rechterhand wijst naar het vlammende heilig hart op zijn borst. Het is een sterk gestileerd beeld met strakke lijnen.